# Enoplognatha parathoracica
Enoplognatha parathoracica es una especie de araña araneomorfa del género Enoplognatha, familia Theridiidae. Fue descrita científicamente por Levy & Amitai en 1981.
Habita en Turquía e Israel.